# Moscow River Cup 2018 - Qualificazioni singolare
Le qualificazioni del singolare della Moscow River Cup 2018 sono state un torneo di tennis preliminare per accedere alla fase finale della manifestazione. Le vincitrici dell'ultimo turno sono entrate di diritto nel tabellone principale. In caso di ritiro di una o più giocatrici aventi diritto a queste sono subentrati le lucky loser, ossia le giocatrici che hanno perso nell'ultimo turno ma che avevano una classifica più alta rispetto alle altre partecipanti che avevano comunque perso nel turno finale.

## Teste di serie
1. Anna Kalinskaja (spostata nel tabellone principale)
2. Veronika Kudermetova (ultimo turno)
3. Deborah Chiesa (qualificata)
4. Irina Bara (ultimo turno, lucky loser)
5. Maryna Zanevs'ka (ritirata)
6. Paula Badosa Gibert (qualificata)

1. Valentini Grammatikopoulou (qualificata)
2. Valentina Ivachnenko (qualificata)
3. Elena-Gabriela Ruse (primo turno)
4. Martina Trevisan (qualificata)
5. Dejana Radanović (primo turno)
6. Olga Danilović (ultimo turno, lucky loser)

## Qualificate
1. Valentini Grammatikopoulou
2. Valentina Ivachnenko
3. Deborah Chiesa

1. Varvara Flink
2. Martina Trevisan
3. Paula Badosa Gibert

### Lucky loser
1. Irina Bara

1. Olga Danilović

## Tabellone

### Legenda
| - Q = Qualificato - WC = Wild card - LL = Lucky loser | - ALT = Alternate - SE = Special Exempt - PR = Protected Ranking | - w/o = Walkover - r = Ritirato - d = Squalificato |

### Sezione 1
|  | Primo turno | Primo turno                | Primo turno                | Primo turno | Primo turno |  |  | Ultimo turno | Ultimo turno               | Ultimo turno               | Ultimo turno | Ultimo turno |  |
|  |             |                            |                            |             |             |  |  |              |                            |                            |              |              |  |
|  | Alt         | Anna Morgina               | 6                          | 4           | 3           |  |  |              |                            |                            |              |              |  |
|  | WC          | Anastasija Gasanova        | 3                          | 6           | 6           |  |  | WC           | Anastasija Gasanova        | Anastasija Gasanova        | 4            | 3            |  |
|  |             | Jessica Pieri              | Jessica Pieri              | 2           | 4           |  |  | 7            | Valentini Grammatikopoulou | Valentini Grammatikopoulou | 6            | 6            |  |
|  | 7           | Valentini Grammatikopoulou | Valentini Grammatikopoulou | 6           | 6           |  |  |              |                            |                            |              |              |  |

### Sezione 2
|  | Primo turno | Primo turno          | Primo turno          | Primo turno | Primo turno |  |  | Ultimo turno | Ultimo turno         | Ultimo turno | Ultimo turno | Ultimo turno |  |
|  |             |                      |                      |             |             |  |  |              |                      |              |              |              |  |
|  | 2           | Veronika Kudermetova | Veronika Kudermetova | 6           | 7           |  |  |              |                      |              |              |              |  |
|  |             | Marina Mel'nikova    | Marina Mel'nikova    | 4           | 62          |  |  | 2            | Veronika Kudermetova | 7            | 0            | 5            |  |
|  |             | Ol'ha Jančuk         | 6                    | 0           | 2           |  |  | 8            | Valentina Ivachnenko | 63           | 6            | 7            |  |
|  | 8           | Valentina Ivachnenko | 1                    | 6           | 6           |  |  |              |                      |              |              |              |  |

### Sezione 3
|  | Primo turno | Primo turno         | Primo turno      | Primo turno | Primo turno |  |  | Ultimo turno | Ultimo turno   | Ultimo turno   | Ultimo turno | Ultimo turno |  |
|  |             |                     |                  |             |             |  |  |              |                |                |              |              |  |
|  | 3           | Deborah Chiesa      | Deborah Chiesa   | 7           | 6           |  |  |              |                |                |              |              |  |
|  | WC          | Ekaterina Jašina    | Ekaterina Jašina | 5           | 2           |  |  | 3            | Deborah Chiesa | Deborah Chiesa | 7            | 6            |  |
|  | WC          | Sof'ja Lansere      | 3                | 6           | 6           |  |  | WC           | Sof'ja Lansere | Sof'ja Lansere | 65           | 0            |  |
|  | 9           | Elena-Gabriela Ruse | 6                | 3           | 3           |  |  |              |                |                |              |              |  |

### Sezione 4
|  | Primo turno | Primo turno           | Primo turno           | Primo turno | Primo turno |  |  | Ultimo turno | Ultimo turno  | Ultimo turno | Ultimo turno | Ultimo turno |  |
|  |             |                       |                       |             |             |  |  |              |               |              |              |              |  |
|  | 4           | Irina Bara            | Irina Bara            | 6           | 6           |  |  |              |               |              |              |              |  |
|  | WC          | Ekaterina Višnevskaja | Ekaterina Višnevskaja | 0           | 1           |  |  | 4            | Irina Bara    | 2            | 6            | 3            |  |
|  |             | Varvara Flink         | 6                     | 4           | 6           |  |  |              | Varvara Flink | 6            | 2            | 6            |  |
|  | 11          | Dejana Radanović      | 3                     | 6           | 4           |  |  |              |               |              |              |              |  |

### Sezione 5
|  | Primo turno | Primo turno      | Primo turno   | Primo turno | Primo turno |  |  | Ultimo turno | Ultimo turno     | Ultimo turno | Ultimo turno | Ultimo turno |  |
|  |             |                  |               |             |             |  |  |              |                  |              |              |              |  |
|  | Alt         | Rika Fujiwara    | Rika Fujiwara | 1           | 4           |  |  |              |                  |              |              |              |  |
|  |             | Jana Sizikova    | Jana Sizikova | 6           | 6           |  |  |              | Jana Sizikova    | 6            | 2            | 2            |  |
|  |             | Polina Monova    | 1             | 6           | 2           |  |  | 10           | Martina Trevisan | 3            | 6            | 6            |  |
|  | 10          | Martina Trevisan | 6             | 3           | 6           |  |  |              |                  |              |              |              |  |

### Sezione 6
|  | Primo turno | Primo turno         | Primo turno    | Primo turno | Primo turno |  |  | Ultimo turno | Ultimo turno        | Ultimo turno | Ultimo turno | Ultimo turno |  |
|  |             |                     |                |             |             |  |  |              |                     |              |              |              |  |
|  | 6           | Paula Badosa Gibert | 7              | 2           | 7           |  |  |              |                     |              |              |              |  |
|  |             | Elena Rybakina      | 6              | 6           | 5           |  |  | 6            | Paula Badosa Gibert | 7            | 4            | 6            |  |
|  |             | Vivian Heisen       | Vivian Heisen  | 4           | 4           |  |  | 12           | Olga Danilović      | 64           | 6            | 3            |  |
|  | 12          | Olga Danilović      | Olga Danilović | 6           | 6           |  |  |              |                     |              |              |              |  |